# Cantone di Albi-Ovest
Il Cantone di Albi-Ovest era una divisione amministrativa dell'arrondissement di Albi.
È stato soppresso a seguito della riforma complessiva dei cantoni del 2014, che è entrata in vigore con le elezioni dipartimentali del 2015.
Comprendeva parte della città di Albi e i comuni di:
- Marssac-sur-Tarn
- Terssac